# Moldindconbank
Moldindconbank SA — коммерческий банк в Республике Молдова, основанный в 1959 году в Кишинёве.

## История
Moldindconbank — один из старейших и крупнейших банков Республики Молдова. Банк начал свою деятельность 1 июля 1959 года как дочерняя компания в советской Стройбанка, основными задачами которого были финансировать строительство промышленных объектов, энергетического комплекса предприятий и транспортных магистралей.
25 октября 1991 года решением Учредительного собрания банк был реорганизован в Коммерческий акционерный банк промышленности и строительства BC «Moldindconbank» SA.
В 2014 году стало известно, что банк был замешан в отмывании российских денег.
В 2019 году Правительство Республики Молдова приобрело пакет в 63,89% акций банка на сумму 760,11 миллиона леев у бывшего владельца — скандального бизнесмена Вячеслава Платона.
В 2025 году Moldindconbank заключил партнёрство с компанией Salt Edge, поставщиком технологических решений для открытого банкинга, с целью реализации законодательных требований европейской директивы о платёжных услугах (PSD2), адаптированной к правовой базе Республики Молдова. Сотрудничество было направлено на развитие необходимой инфраструктуры для безопасного обмена данными с авторизованными третьими сторонами в соответствии с установленными нормативными стандартами.